# جيمس ميلتون تورنر
جيمس ميلتون تورنر (بالإنجليزية: James Milton Turner) هو دبلوماسي أمريكي، ولد في 1840 في سانت لويس في الولايات المتحدة، وتوفي في 1 نوفمبر 1915 في أدمور في الولايات المتحدة.